# Streptaxidae
Famille
Sous-familles de rang inférieur
- Enneinae Bourguignat, 1883
- Marconiinae Schileyko, 2000
- Odontartemoninae Schileyko, 2000
- Orthogibbinae Germain, 1921
- Ptychotrematinae Pilsbry, 1919
- Streptaxinae Gray, 1860

Les Streptaxidae sont une famille d'escargots terrestres carnivores appartenant au clade des Stylommatophora. Six sous-familles de Streptaxidae sont acceptées dans la taxonomie des Gastropoda de Bouchet & Rocroi (2005).
Les streptaxidés sont carnivores, sauf une seule espèce, Edentulina moreleti (en), qui est herbivore. Tous les streptaxidés ont une radula bien développée, sauf Careoradula perelegans (en), qui est le seul gastéropode terrestre connu sans radula.
66 espèces de la famille des Streptaxidae sont inscrites sur la Liste rouge 2010 de l'UICN.

## Distribution
La zone d'origine historique des Streptaxidae est probablement le Gondwana.
La famille est largement répartie dans les régions tropicales et subtropicales d'Amérique du Sud, d'Afrique et d'Asie. La distribution indigène récente des Streptaxidae comprend l'Amérique du Sud, l'Afrique, l'Arabie, Madagascar, les Seychelles, Mayotte et les Comores, Maurice, La Réunion, Rodrigues, l'Inde, le Sri Lanka, les Andamans, l'Asie du Sud-Est et les Philippines. Le genre Gibbulinella se trouve aux îles Canaries.
La diversité des espèces de Streptaxidae atteint son maximum en Afrique subsaharienne.
Avec 13 genres et environ 130 espèces nomées, la deuxième faune de Streptaxidae la plus diversifiée se trouve en Asie du Sud-Est. Les Streptaxidae sont les plus diversifiés des escargots carnivores tropicaux d'Asie. En Indochine, on pensait en 1967 qu'ils ne comptaient que 10 genres et environ 40 espèces. Cependant, en 2006-2016, 21 nouvelles espèces (plus de la moitié du total précédent) et un nouveau genre y ont été décrits. Trente-sept espèces sont recensées en Thaïlande, 10 en Birmanie, 45 au Viêt Nam, et 12 au Laos.

## Description

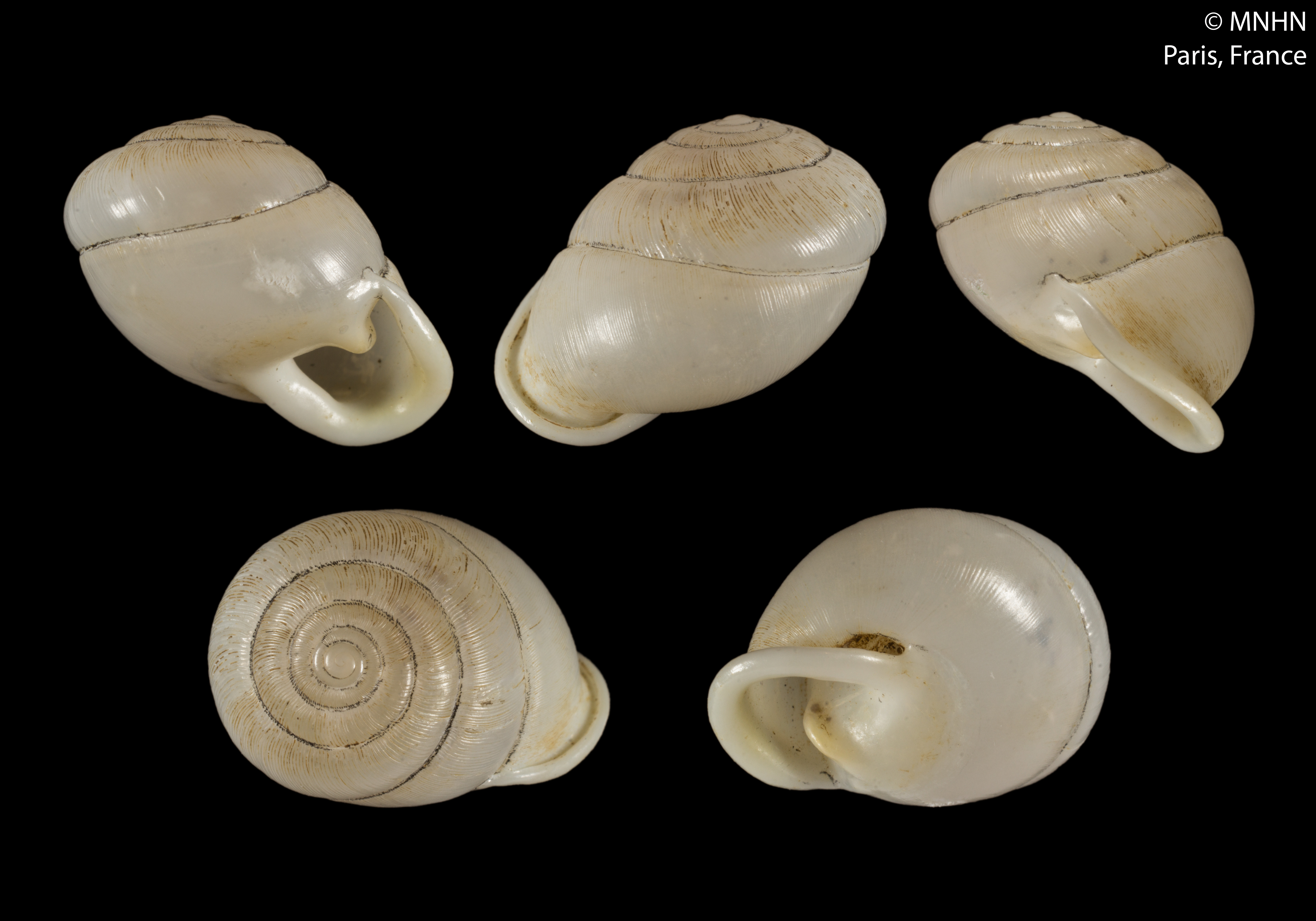
cinq vues de la coquille lectotype d’Haploptychius fischeri.

Les streptaxidés peuvent généralement être reconnus à leurs coquilles excentriques ou cylindriques, et leur corps jaune vif à rouge ou orange, avec des structures externes en forme de crochet sur le pénis retourné.
Les premières classifications de la famille, comme celle de Wilhelm Kobelt (1905-1906), utilisaient principalement la forme de la coquille et la disposition de la dentition aperturale. Cependant, de nombreux caractères de la coquille sont hautement conservés ou se retrouvent de manière récurrente, ce qui rend certaines espèces et certains genres difficiles à distinguer. Les organes reproducteurs des streptaxidés peuvent également être taxonomiquement significatifs.

## Taxonomie
Avant la révision de Schileyko en 2000, seules deux sous-familles, les Streptaxinae et les Enneinae, avaient été reconnues, principalement en fonction de la morphologie de leurs coquilles.

### Taxonomie de 2005
Seule la famille des Streptaxidae, a été reconnue au sein des Streptaxoidea (en) dans la taxonomie de Bouchet & Rocroi (2005).
Selon cette taxonomie, qui suit Schileyko (2000) sur ce point, il existe 6 sous-familles dans la famille des Streptaxidae :
- Streptaxinae Gray, 1860 - synonyme : Artemonidae Bourguignat, 1889
- Enneinae Bourguignat, 1883[12] - synonyme : Streptostelidae Bourguignat, 1889
- Marconiinae Schileyko, 2000[13]
- Odontartemoninae Schileyko, 2000[14]
- Orthogibbinae Germain, 1921[15] - synonymes : Gibbinae Steenberg, 1936 ; Gonidominae Steenberg, 1936
- Ptychotrematinae Pilsbry, 1919[16]

### Taxonomie de 2010
Sutcharit et al. (2010) ont établi une nouvelle famille, les Diapheridae (en), au sein des Streptaxoidea et ils ont ajouté dans les Diapheridae deux genres, Diaphera (en) et Sinoennea (en).
Au cours des dernières décennies, la plupart des recherches taxonomiques et systématiques sur les streptaxidés ont été effectuées sur des taxons d'Afrique subsaharienne. Seules quelques publications concernent des groupes sud-américains ou asiatiques.

## Genres
Les genres de la famille des Streptaxidae comprennent :
Streptaxinae
- Acanthennea Martens, 1898[7] - une seule espèce : Acanthennea erinacea (Martens, 1898)[5]
- Augustula Thiele, 1931[7] - une seule espèce : Augustula braueri (Martens, 1898)[5]
- Careoradula Gerlach & van Bruggen, 1999[7] - une seule espèce : Careoradula perelegans (Martens, 1898)[5]
- Discartemon Pfeiffer, 1856[7]
- Glabrennea[7]
- Glyptoconus Möllendorff, 1894[7]
- Hypselartemon Wenz, 1947[7],[17]
- Indoartemon Forcart, 1946[7]
- Martinella Jousseaume, 1887[7]
- Micrartemon Möllendorff, 1890[7]
- Perrottetia Kobelt, 1905[7]
- Platycochlium Laidlaw, 1950[7]
- Rectartemon Baker, 1925[7]
- Sairostoma Haas, 1938[7]
- Seychellaxis[7]
- Silhouettia Gerlach & van Bruggen, 1999[7],[5] - une seule espèce : Silhouettia silhouettae (Martens, 1898)[5]
- Stemmatopsis[7]
- Stereostele Pilsbry, 1919[7] - une seule espèce : Stereostele nevilli (Adams, 1868)[5]
- Streptartemon Kobelt, 1905[7]
- Streptaxis Gray, 1837[7] - genre type de la famille Streptaxidae
- Tonkinia Mabille, 1887[7]

Enneinae
- Bruggennea Dance, 1972[7],[18]
- Ennea H. Adams & A. Adams, 1855[7] - genre type de la sous-famille
- Elma Adams, 1866[7]
- Gulella Pfeiffer, 1856[2]
- Indoennea Kobelt, 1904[7]
- Juventigulella Tattersfield, 1998
- Maurennea[7]
- Pupigulella Pilsbry, 1919
- Streptostele Dohrn, 1866[7]
- Varicostele Pilsbry, 1919[7]

Marconiinae
- Macrogonaxis Bequaert & Clench, 1936[19],[7]
- Marconia Bourguignat, 1889[7] - genre type de la sous-famille
- Stenomarconia Germain, 1934[7]

Odontartemoninae
- Afristreptaxis Thiele, 1932[7]
- Artemonopsis Germain, 1908[7]
- Gigantaxis Tomlin, 1930[7]
- Odontartemon L. Pfeiffer, 1856[7] - genre type de la sous-famille
- Pseudogonaxis Thiele, 1932[7]
- Somalitayloria Verdcourt, 1962[7]
- Tayloria Bourguignat, 1889[7]

Orthogibbinae
- Edentulina Pfeiffer, 1856[7]
- Gibbulinella Wenz, 1920[7]

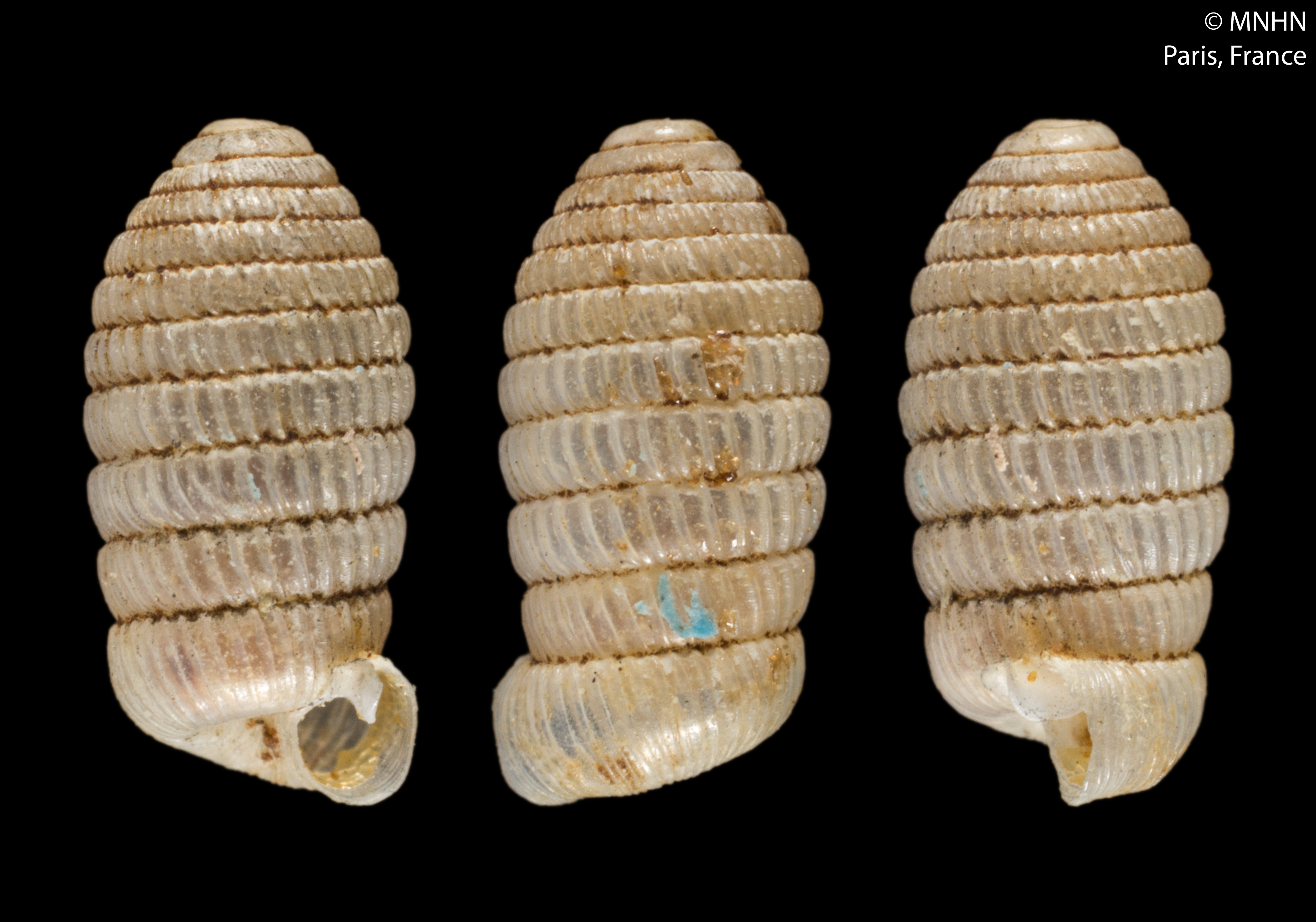
Trois vues de la coquille holotype de Microstrophia goudoti.

- † Gibbus Montfort, 1810 - ce genre endémique de Maurice est maintenant éteint[7]
- Gonaxis Taylor, 1877[7]
- † Gonidomus Swainson, 1840 - ce genre endémique de Maurice est maintenant éteint[7]
- Gonospira Swainson, 1840[7]
- Haploptychius Kobelt, 1905[7]
- Imperturbatia Martens, 1898[7]
- Microstrophia Möllendorff, 1887[7]
- Oophana Ancey, 1884[7]
- Orthogibbus Germain, 1919 - genre type de la sous-famille
- Plicadomus Swainson, 1840[7]
- Priodiscus Martens, 1898[7]
- Pseudelma Kobelt, 1904[7]

Ptychotrematinae
- Dadagulella Rowson & Tattersfield, 2013[20],[note 1]
- Huttonella Pfeiffer, 1855[7]
- Mirellia Thiele, 1933[7]
- Parennea Pilsbry, 1919[7]
- Ptychotrema L. Pfeiffer, 1853[7] - genre type de la sous-famille
- Sinistrexcisa De Winter, Gomez & Prieto, 1999[7]

Non-classés dans des sous-familles :
- Conturbatia Gerlach, 2001 - une seule espèce : Conturbatia crenata Gerlach, 2001[21]
- Costigulella Pilsbry, 1919 - auparavant inclus dans Gulella
- Parvedentulina Emberton & Pearce, 2000 - endémique de Madagascar[22]

Notes :
- Scolodonta Doering, 1875 était habituellement classé parmi les Streptaxinae[7], mais il est le genre type de la famille des Scolodontidae (en)[10].